# Dipsadoboa
Dipsadoboa är ett släkte av ormar. Dipsadoboa ingår i familjen snokar.
Släktets medlemmar är med en längd upp till 75 cm små och smala. De förekommer i Afrika och vistas i skogar på träd. De jagar mindre ödlor som geckoödlor samt groddjur. Honor lägger ägg. Det giftiga bettet anses inte vara farlig för människor.
Arter enligt Catalogue of Life:
- Dipsadoboa aulica
- Dipsadoboa brevirostris
- Dipsadoboa duchesnei
- Dipsadoboa elongata
- Dipsadoboa flavida
- Dipsadoboa shrevei
- Dipsadoboa underwoodi
- Dipsadoboa unicolor
- Dipsadoboa weileri
- Dipsadoboa werneri
- Dipsadoboa viridis

The Reptile Database listar Dipsadoboa elongata som synonym till Dipsadoboa viridis.